# Mathias Abel
Mathias Abel (Kaiserslautern, 22 giugno 1981) è un ex calciatore tedesco, di ruolo difensore.

## Carriera

### Club
Uscito dal settore giovanile del Kaiserslautern, si trasferisce nel 1998 all'Eintracht Bad Kreuznach. Nel 2000 viene ingaggiato dal Borussia Dortmund. Non esordisce in Bundesliga, ma viene schierato 12 volte nella seconda squadra militante in Regionalliga Nord.
Per motivi personali, a partire dalla stagione 2002-2003, Abel ritorna a giocare vicino a casa, ingaggiato dal club di Zweite Liga del Magonza. Qui il calciatore trascorre quattro stagioni, due in 2. Liga, due in Bundesliga. Le sue prestazioni gli consentono di acquisire il posto fisso tra i titolari. Nel febbraio 2004 subisce un infortunio ai legamenti crociati che lo costringe ad uno stop di 6 mesi. Alla fine della stagione, il suo club centra la promozione in Bundesliga e lui rientra in squadra.
L'esordio in massima serie avviene il 14 agosto 2004, nella gara casalinga valida per la seconda giornata della Bundesliga 2004-2005 contro l'Amburgo; entra al 60º minuto rilevando Robert Nikolic.
Nell'estate del 2005 lo Schalke 04 gli fa firmare un contratto, valido dal luglio 2006 fino al 2010; rimane perciò per un'ulteriore stagione a Magonza, dove però un lungo infortunio alla schiena gli fa perdere il posto in squadra.
Arrivato al club di Gelsenkirchen, gioca 4 incontri, tra i quali una sola apparizione di 9 minuti in campionato contro il Wolfsburg, rilevando Rafinha. Nel mese di febbraio 2007 viene ceduto in prestito all'Amburgo. Durante la breve permanenza agli ordini di Huub Stevens scende in campo 7 volte, a cui si aggiungono 2 apparizioni nella seconda squadra in Regionalliga Nord.
Rientrato per fine prestito allo Schalke 04, subisce nel settembre 2007 un nuovo infortunio ai legamenti crociati, con un conseguente stop di altri 6 mesi. Non scenderà mai in campo durante tutta la stagione.
Nell'estate 2008 si trasferisce a titolo gratuito al Kaiserslautern dove, a causa di nuovi infortuni alle ginocchia, non scenderà mai in campo con la prima squadra in Zweite Liga, ma solamente con la seconda in Regionalliga West.

### Nazionale
Mathias Abel è sceso in campo, per pochi minuti, in una sola gara della Nazionale di calcio della Germania Under-21, il 29 aprile 2003 contro la Serbia e Montenegro.

## Palmarès

### Club

#### Competizioni nazionali
- Campionato tedesco di seconda divisione: 1

Kaiserslautern: 2009-2010